# Locketidium
Locketidium is een geslacht van spinnen uit de familie hangmatspinnen (Linyphiidae).

## Soorten
De volgende soorten zijn bij het geslacht ingedeeld:
- Locketidium bosmansi Jocqué, 1981
- Locketidium couloni Jocqué, 1981
- Locketidium stuarti Scharff, 1990